# Emre Çolak
Emre Çolak (Istambul, 20 de maio de 1991) é um futebolista profissional turco que atua como meia. Atualmente defende o Fatih Karagümrük.

## Carreira
Emre Çolak começou a carreira no Galatasaray. Integrou muito jovem ao elenco sub-15 se tornando profissional já em 2009 quando tinha 19 anos, terminou a temporada com 11 partidas e 4 gols. A partir da temporada 2011-12 se firmou como titular passando a atuar na maioria dos jogos do Campeonato Turco. No dia 19 de setembro de 2012 o jogador estreou em uma partida internacional pela Liga dos Campeões contra o Manchester United em que seu clube acabou derrotado por 1-0.

### Deportivo La Coruña
No dia 27 de maio de 2016, o La Coruña anunciou a contratação do jogador para a temporada que terminou o seu contrato junto ao time turco.  Estreou no dia 26 de agosto em partida válida pela 2ª rodada da La Liga empatando em 0-0 com o Real Bétis. Seu primeiro gol com a equipe espanhola veio no empate por 1-1 contra o Valencia também pela mesma competição.

### Al Wehda
No dia 1 de junho de 2018 foi anunciado como primeiro reforço do Al Wehda para a temporada.

## Títulos
Galatasaray
- Süper Lig: 2011-12, 2012-13, 2014-15
- Taça da Turquia: 2013-14, 2014-15, 2015-16
- Supercopa da Turquia: 2012, 2013, 2015